# Cnemida gigantea
Cnemida gigantea är en skalbaggsart som beskrevs av Jameson 1996. Cnemida gigantea ingår i släktet Cnemida och familjen Rutelidae. Inga underarter finns listade i Catalogue of Life.